# Giavera del Montello
Giavera del Montello är en ort och kommun i provinsen Treviso i regionen Veneto i Italien. Kommunen hade 5 237 invånare (2018).